# Idrettsklubben Start 2012
Questa voce raccoglie le informazioni riguardanti l'Idrettsklubben Start nelle competizioni ufficiali della stagione 2012.

## Stagione
Lo Start chiuse la stagione al 1º posto in classifica, conquistando la promozione in Eliteserien immediatamente dopo la retrocessione dell'anno precedente. L'avventura nella Coppa di Norvegia 2012 si chiuse al quarto turno, quando sopraggiunse l'eliminazione per mano del Tromsø. I calciatori più utilizzati in stagione furono Ernest Asante e Matthías Vilhjálmsson, con 33 presenze ciascuno. Vilhjálmsson fu anche il miglior marcatore con le sue 19 reti, di cui 18 in campionato.

## Maglie e sponsor
Lo sponsor tecnico per la stagione 2012 fu Umbro, mentre lo sponsor ufficiale fu Sparebanken Sør. La divisa casalinga era composta da una maglietta gialla con una inserti neri, pantaloncini neri e calzettoni gialli. Quella da trasferta era invece costituita da una maglia blu con inserti bianchi, pantaloncini bianchi e calzettoni blu.
| Casa | Trasferta |

## Rosa
| N. |                     | Ruolo | Calciatore             |
| -- | ------------------- | ----- | ---------------------- |
| 1  | Norvegia (bandiera) | P     | Alexander Lund Hansen  |
| 2  | Norvegia (bandiera) | D     | Glenn Andersen         |
| 4  | Norvegia (bandiera) | D     | Birger Madsen          |
| 5  | Nigeria (bandiera)  | C     | Oladapo Olufemi        |
| 6  | Norvegia (bandiera) | C     | Espen Søgård           |
| 7  | Norvegia (bandiera) | C     | Fredrik Strømstad      |
| 8  | Norvegia (bandiera) | C     | Espen Hoff             |
| 9  | Ghana (bandiera)    | A     | Ernest Asante          |
| 10 | Nigeria (bandiera)  | C     | Solomon Owello         |
| 13 | Norvegia (bandiera) | P     | Terje Reinertsen       |
| 13 | Norvegia (bandiera) | P     | Johnny Kristiansen     |
| 14 | Norvegia (bandiera) | C     | Espen Børufsen         |
| 15 | Norvegia (bandiera) | P     | Arild Østbø            |
| 15 | Norvegia (bandiera) | P     | Helge Rosenvold        |
| 15 | Norvegia (bandiera) | P     | Elias Valderhaug       |
| 16 | Norvegia (bandiera) | C     | Christian Tveit        |
| 17 | Islanda (bandiera)  | C     | Guðmundur Kristjánsson |

| N. |                        | Ruolo | Calciatore            |
| -- | ---------------------- | ----- | --------------------- |
| 18 | Islanda (bandiera)     | A     | Matthías Vilhjálmsson |
| 20 | Stati Uniti (bandiera) | A     | Villyan Bijev         |
| 21 | Norvegia (bandiera)    | A     | Henrik Dahlum         |
| 22 | Norvegia (bandiera)    | C     | Sondre Tronstad       |
| 23 | Norvegia (bandiera)    | C     | Robert Skårdal        |
| 24 | Norvegia (bandiera)    | D     | Steinar Pedersen      |
| 24 | Norvegia (bandiera)    | D     | Alain Delgado         |
| 25 | Norvegia (bandiera)    | D     | Alexander Jones       |
| 26 | Norvegia (bandiera)    | D     | Jesper Mathisen       |
| 27 | Norvegia (bandiera)    | D     | Arne Høgetveit        |
| 28 | Norvegia (bandiera)    | D     | Rolf Daniel Vikstøl   |
| 30 | Galles (bandiera)      | P     | Michael Crowe         |
| 31 | Norvegia (bandiera)    | C     | Dardan Dreshaj        |
| 32 | Norvegia (bandiera)    | C     | Nicolai Aas           |
| 33 | Norvegia (bandiera)    | D     | Amin Nouri            |
| 34 | Norvegia (bandiera)    | C     | Magnus Hjortland      |
| 35 | Norvegia (bandiera)    | C     | Isak Reinhardsen      |

## Calciomercato

### Sessione invernale(dal 01/01 al 31/03)
| Acquisti | Acquisti               | Acquisti          | Acquisti   |
| R.       | Nome                   | da                | Modalità   |
| -------- | ---------------------- | ----------------- | ---------- |
| P        | Elias Valderhaug       | Molde             | prestito   |
| D        | Glenn Andersen         | svincolato        |            |
| C        | Guðmundur Kristjánsson | Breiðablik        | prestito   |
| C        | Christian Tveit        | Mandalskameratene | definitivo |
| A        | Matthías Vilhjálmsson  | FH Hafnarfjörður  | prestito   |

| Cessioni | Cessioni                   | Cessioni    | Cessioni      |
| R.       | Nome                       | a           | Modalità      |
| -------- | -------------------------- | ----------- | ------------- |
| P        | Kenneth Høie               |             | svincolato    |
| D        | Bård Borgersen             |             | ritiro        |
| D        | Christian Follerås         | Vindbjart   | definitivo    |
| D        | Haraldur Freyr Guðmundsson | Keflavík    | definitivo    |
| D        | Espen Knudsen              | Jerv        | definitivo    |
| D        | Branislav Miličević        |             | svincolato    |
| D        | Avni Pepa                  |             | svincolato    |
| C        | Petter Bruer Hanssen       |             | svincolato    |
| C        | Christer Kleiven           | Stabæk      | definitivo    |
| A        | Ole Martin Årst            |             | svincolato    |
| A        | Oyvind Gausdal             | Vindbjart   | fine prestito |
| A        | Olav Tuelo Johannesen      | Kongsvinger | fine prestito |
| A        | Mads Stokkelien            | Stabæk      | definitivo    |
| A        | Jonas Werner               |             | svincolato    |

### Sessione estiva(dal 01/08 al 31/08)
| Acquisti | Acquisti          | Acquisti   | Acquisti   |
| R.       | Nome              | da         | Modalità   |
| -------- | ----------------- | ---------- | ---------- |
| P        | Arild Østbø       | Viking     | prestito   |
| P        | Terje Reinertsen  | Vindbjart  | definitivo |
| D        | Steinar Pedersen  | Lillestrøm | definitivo |
| C        | Fredrik Strømstad | svincolato |            |
| A        | Villyan Bijev     | Liverpool  | prestito   |

| Cessioni | Cessioni              | Cessioni     | Cessioni      |
| R.       | Nome                  | a            | Modalità      |
| -------- | --------------------- | ------------ | ------------- |
| P        | Michael Crowe         | Ipswich Town | definitivo    |
| P        | Alexander Lund Hansen | Rosenborg    | definitivo    |
| P        | Elias Valderhaug      | Molde        | fine prestito |
| C        | Espen Søgård          | Lillestrøm   | definitivo    |

## Risultati

### 1. divisjon

#### Girone di andata
| Arbitro: | Helgerud (Lier) |

|                                         |           |                                            |
| Wiig 51’, 54’ Solberg 58’ Divanović 90’ | Marcatori | 7’ Søgård 32’, 48’ Vilhjálmsson 56’ Owello |

| Arbitro: | Toppe |

|                                              |           |           |
| Kristjánsson 49’ Owello 74’ Vilhjálmsson 90’ | Marcatori | 60’ Dahle |

| Arbitro: | Ahlsen |

|                |           |                  |
| Gabrielsen 39’ | Marcatori | 24’ Vilhjálmsson |

| Arbitro: | Rafiq |

|           |           |            |
| Stene 73’ | Marcatori | 51’ Søgård |

| Arbitro: | Hansen |

|                                                 |           |            |
| Asante 33’ (rig.) Mathisen 37’ Vilhjálmsson 62’ | Marcatori | 74’ Sistek |

| Arbitro: | Rafiq |

|  |           |            |
|  | Marcatori | 36’ Asante |

| Arbitro: | Hansen |

|                                                                                         |           |  |
| Asante 5’ (rig.) Vikstøl 16’ Tveit 33’, 82’ Vilhjálmsson 67’ Owello 72’ Lien 90’ (aut.) | Marcatori |  |

| Arbitro: | Hansen |

|                                             |           |  |
| Strange 3’ Ingebretsen 54’ (rig.) Idris 86’ | Marcatori |  |

| Arbitro: | Kjensli (Oslo) |

|                                         |           |  |
| Asante 21’, 58’ (rig.) Vilhjálmsson 33’ | Marcatori |  |

| Arbitro: | Steen |

|                       |           |                                            |
| Shaswari 44’ Berg 66’ | Marcatori | 60’ Andersen 82’ Kristjánsson 88’ Mathisen |

| Arbitro: | Nilsen |

|                             |           |  |
| Vilhjálmsson 56’ Asante 90’ | Marcatori |  |

| Ulsteinvik 8 luglio 2012, ore 18:00 12ª giornata | Hødd  | 0 – 0 referto | Start | Høddvoll Stadion (1.129 spett.)\| Arbitro: \| Rafiq \| |
| Arbitro:                                         | Rafiq |               |       |                                                        |

| Arbitro: | Eskås |

|                                                    |           |  |
| Andersen 15’ Vilhjálmsson 54’ (rig.), 70’ Hoff 90’ | Marcatori |  |

| Arbitro: | Hansen |

|           |           |                         |
| Strøm 54’ | Marcatori | 24’ Børufsen 75’ Owello |

| Arbitro: | Lundby |

|                                           |           |           |
| Andersen 17’ Dreshaj 43’ Vilhjálmsson 73’ | Marcatori | 10’ Helle |

#### Girone di ritorno
| Arbitro: | Ahlsen |

|                              |           |                            |
| Kristjánsson 2’ Andersen 53’ | Marcatori | 20’, 90’ (rig.) Stilsonene |

| Arbitro: | Døvle (Larvik) |

|  |           |                                      |
|  | Marcatori | 16’ Andersen 58’ Mathisen 74’ Asante |

| Arbitro: | Tennøy |

|                                               |           |                                         |
| Vilhjálmsson 8’ Berge 29’ (aut.) Børufsen 42’ | Marcatori | 5’ Breive 10’ Elyounoussi 23’, 55’ Wiig |

| Arbitro: | Gya |

|           |           |                         |
| Olsen 49’ | Marcatori | 15’ Asante 80’ Mathisen |

| Arbitro: | Borgersen (Oslo) |

|                                                   |           |  |
| Vilhjálmsson 22’ Hoff 41’ Andersen 52’ Owello 64’ | Marcatori |  |

| Arbitro: | Moen |

|                                             |           |                                     |
| Asante 6’ Vilhjálmsson 29’ Kristjánsson 64’ | Marcatori | 22’ H. Lysvoll 37’ Rinde 85’ Mienna |

| Arbitro: | Tennøy |

|             |           |                          |
| Sildnes 86’ | Marcatori | 2’ Vilhjálmsson 26’ Hoff |

| Kristiansand 23 settembre 2012, ore 18:00 23ª giornata              | Start     | 2 – 1 referto | Hødd | Sør Arena (3.479 spett.) |
| \| \| \| \| \| Asante 3’ Andersen 86’ \| Marcatori \| 72’ Sandal \| |           |               |      |                          |
|                                                                     |           |               |      |                          |
| Asante 3’ Andersen 86’                                              | Marcatori | 72’ Sandal    |      |                          |

| Arbitro: | Lundby |

|  |           |                                      |
|  | Marcatori | 26’ Owello 62’ Hoff 72’ Vilhjálmsson |

| Arbitro: | Gya |

|                                       |           |                |
| Hoff 45’, 64’ (rig.) Kristjánsson 85’ | Marcatori | 22’ Midtgarden |

| Arbitro: | Hansen |

|  |           |                                |
|  | Marcatori | 18’ Kristjánsson 88’ Strømstad |

| Arbitro: | Lundby |

|          |           |  |
| Hoff 18’ | Marcatori |  |

| Arbitro: | Toppe |

|                                        |           |  |
| Johansen 31’, 44’, 58’, 88’ Dantas 67’ | Marcatori |  |

| Arbitro: | Hansen |

|                                 |           |  |
| Vilhjálmsson 9’, 24’ Asante 26’ | Marcatori |  |

| Arbitro: | Rafiq |

|                              |           |                  |
| Velta 45’ (rig.) Khalili 70’ | Marcatori | 42’ Kristjánsson |

### Coppa di Norvegia
| 1º maggio 2012, ore 18:00 Primo turno                                                              | Donn      | 2 – 4 referto                      | Start |  |
| \| \| \| \| \| Lind 22’ Høgetveit 32’ (aut.) \| Marcatori \| 38’, 62’ Tveit 81’ Hoff 90’ Asante \| |           |                                    |       |  |
| |           |                                    |       |  |
| Lind 22’ Høgetveit 32’ (aut.)                                                                      | Marcatori | 38’, 62’ Tveit 81’ Hoff 90’ Asante |       |  |

| Arbitro: | Nyberg |

|                                                           |           |  |
| Aas 20’ Kristjánsson 70’, 79’ Vilhjálmsson 87’ Søgård 90’ | Marcatori |  |

| Arbitro: | Berntsen (Vang) |

|  |           |                     |
|  | Marcatori | 56’ (aut.) Shindika |

| Arbitro: | Moen (Haugesund) |

|                                 |                      |                                     |
| Vikstøl 90’                     | Marcatori            | 43’ Johansen                        |
| Vilhjálmsson G. Andersen Asante | Tiri di rigore 1 – 4 | Bendiksen M. Andersen Johansen Ciss |

## Statistiche

### Statistiche di squadra
| Competizione      | Punti | In casa | In casa | In casa | In casa | In casa | In casa | In trasferta | In trasferta | In trasferta | In trasferta | In trasferta | In trasferta | Totale | Totale | Totale | Totale | Totale | Totale | DR  |
| Competizione      | Punti | G       | V       | N       | P       | Gf      | Gs      | G            | V            | N            | P            | Gf           | Gs           | G      | V      | N      | P      | Gf     | Gs     | DR  |
| ----------------- | ----- | ------- | ------- | ------- | ------- | ------- | ------- | ------------ | ------------ | ------------ | ------------ | ------------ | ------------ | ------ | ------ | ------ | ------ | ------ | ------ | --- |
| 1. divisjon       | 66    | 15      | 12      | 2       | 1       | 46      | 14      | 15           | 8            | 4            | 3            | 25           | 21           | 30     | 20     | 6      | 4      | 71     | 35     | +36 |
| Coppa di Norvegia | -     | 2       | 1       | 1       | 0       | 6       | 1       | 2            | 2            | 0            | 0            | 5            | 2            | 4      | 3      | 1      | 0      | 11     | 3      | +8  |
| Totale            | -     | 17      | 13      | 3       | 1       | 52      | 15      | 17           | 10           | 4            | 3            | 30           | 23           | 34     | 23     | 7      | 4      | 82     | 38     | +44 |

### Statistiche dei giocatori
| Giocatore       | 1. divisjon | 1. divisjon | 1. divisjon | 1. divisjon | Coppa di Norvegia | Coppa di Norvegia | Coppa di Norvegia | Coppa di Norvegia | Totale   | Totale | Totale      | Totale     |
| Giocatore       | Presenze    | Reti        | Ammonizioni | Espulsioni  | Presenze          | Reti              | Ammonizioni       | Espulsioni        | Presenze | Reti   | Ammonizioni | Espulsioni |
| --------------- | ----------- | ----------- | ----------- | ----------- | ----------------- | ----------------- | ----------------- | ----------------- | -------- | ------ | ----------- | ---------- |
| N. Aas          | 6           | 0           | 0           | 0           | 2                 | 1                 | 0                 | 0                 | 8        | 1      | 0           | 0          |
| G. Andersen     | 24          | 7           | 3           | 0           | 3                 | 0                 | 0                 | 0                 | 27       | 7      | 3           | 0          |
| E. Asante       | 29          | 11          | 0           | 0           | 4                 | 1                 | 0                 | 0                 | 33       | 12     | 0           | 0          |
| V. Bijev        | 1           | 0           | 0           | 0           | 0                 | 0                 | 0                 | 0                 | 1        | 0      | 0           | 0          |
| E. Børufsen     | 19          | 2           | 4           | 0           | 1                 | 0                 | 1                 | 0                 | 20       | 2      | 5           | 0          |
| M. Crowe        | 0           | 0           | 0           | 0           | 0                 | 0                 | 0                 | 0                 | 0        | 0      | 0           | 0          |
| H. Dahlum       | 5           | 0           | 0           | 0           | 0                 | 0                 | 0                 | 0                 | 5        | 0      | 0           | 0          |
| A. Delgado      | 0           | 0           | 0           | 0           | 0                 | 0                 | 0                 | 0                 | 0        | 0      | 0           | 0          |
| A. Hansen       | 16          | 0           | 0           | 0           | 2                 | 0                 | 0                 | 0                 | 18       | 0      | 0           | 0          |
| M. Hjortland    | 0           | 0           | 0           | 0           | 0                 | 0                 | 0                 | 0                 | 0        | 0      | 0           | 0          |
| E. Hoff         | 21          | 7           | 3           | 0           | 3                 | 1                 | 0                 | 0                 | 24       | 8      | 3           | 0          |
| A. Høgetveit    | 0           | 0           | 0           | 0           | 1                 | 0                 | 0                 | 0                 | 1        | 0      | 0           | 0          |
| A. Jones        | 0           | 0           | 0           | 0           | 0                 | 0                 | 0                 | 0                 | 0        | 0      | 0           | 0          |
| J. Kristiansen  | 5           | 0           | 0           | 0           | 0                 | 0                 | 0                 | 0                 | 5        | 0      | 0           | 0          |
| G. Kristjánsson | 27          | 7           | 6           | 0           | 4                 | 2                 | 0                 | 0                 | 31       | 9      | 6           | 0          |
| B. Madsen       | 6           | 0           | 0           | 0           | 2                 | 0                 | 0                 | 0                 | 8        | 0      | 0           | 0          |
| J. Mathisen     | 25          | 4           | 3           | 0           | 3                 | 0                 | 0                 | 0                 | 28       | 4      | 3           | 0          |
| A. Nouri        | 28          | 0           | 0           | 0           | 4                 | 0                 | 1                 | 0                 | 32       | 0      | 1           | 0          |
| O. Olufemi      | 15          | 0           | 2           | 0           | 4                 | 0                 | 0                 | 0                 | 19       | 0      | 2           | 0          |
| S. Owello       | 30          | 6           | 2           | 0           | 2                 | 0                 | 0                 | 0                 | 32       | 6      | 2           | 0          |
| S. Pedersen     | 10          | 0           | 1           | 0           | 0                 | 0                 | 0                 | 0                 | 10       | 0      | 1           | 0          |
| T. Reinertsen   | 1           | 0           | 0           | 0           | 0                 | 0                 | 0                 | 0                 | 1        | 0      | 0           | 0          |
| I. Reinhardsen  | 0           | 0           | 0           | 0           | 0                 | 0                 | 0                 | 0                 | 0        | 0      | 0           | 0          |
| H. Rosenvold    | 0           | 0           | 0           | 0           | 0                 | 0                 | 0                 | 0                 | 0        | 0      | 0           | 0          |
| R. Skårdal      | 0           | 0           | 0           | 0           | 0                 | 0                 | 0                 | 0                 | 0        | 0      | 0           | 0          |
| E. Søgård       | 15          | 2           | 1           | 0           | 4                 | 1                 | 1                 | 0                 | 19       | 3      | 2           | 0          |
| F. Strømstad    | 15          | 1           | 0           | 0           | 0                 | 0                 | 0                 | 0                 | 15       | 1      | 0           | 0          |
| S. Tronstad     | 12          | 0           | 1           | 0           | 4                 | 0                 | 0                 | 0                 | 16       | 0      | 1           | 0          |
| C. Tveit        | 11          | 2           | 0           | 0           | 2                 | 2                 | 1                 | 0                 | 13       | 4      | 1           | 0          |
| E. Valderhaug   | 1           | 0           | 0           | 0           | 2                 | 0                 | 0                 | 0                 | 3        | 0      | 0           | 0          |
| R. Vikstøl      | 28          | 1           | 5           | 0           | 4                 | 1                 | 1                 | 0                 | 32       | 2      | 6           | 0          |
| M. Vilhjálmsson | 30          | 18          | 2           | 0           | 3                 | 1                 | 0                 | 0                 | 33       | 19     | 2           | 0          |